# Afrikai tátogatógólya

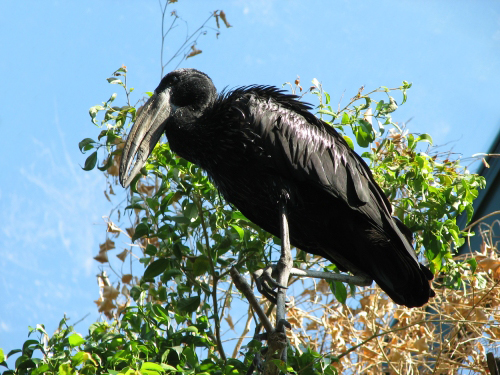
Egy példány a louisville-i állatkertben

Az afrikai tátogatógólya vagy afrikai tátogatócsőrű gólya (Anastomus lamelligerus) a madarak (Aves) osztályának a gólyaalakúak (Ciconiiformes) rendjébe, ezen belül a gólyafélék (Ciconiidae) családjába tartozó faj.

## Előfordulása
Afrikában, a Szaharától délre általánosan elterjedt faj. Egy elkülönült alfaja él Madagaszkár szigetén is.
Vizes élőhelyekhez, lassú folyású folyókhoz, tavakhoz, mocsarakhoz kötődő faj.

## Alfajai
- Anastomus lamelligerus lamelligerus (Temminck, 1823)
- Anastomus lamelligerus madagascariensis (Milne-Edwards, 1880)

## Megjelenése
Testhossza 100 centiméter, tömege 1,2–1,3 kg körüli, szárnyfesztávolsága 130–150 centiméter. Jellemző jegye a szélesebb, végén feketébe hajló csőre; a szemei körül kék bőrfelület található. Tollruhája sötétbarna, fekete; a szárnyak tövében világosabb, díszesebb a tollazata.

## Életmódja
Az elárasztott, mocsaras területeket lakja.
Az élelmét kisebb csapatokban kutatja fel. Tápláléka kisebb vízi élőlényekből, elsősorban puhatestűekből, csigákból és édesvízi kagylókból áll.

## Szaporodása
Csapatokban fészkel a part menti fákon, fészekalja 2–4 tojásból áll. A fészket a fiókák 50 nap elteltével hagyják el. Ebben az időben még nem látható csőrük felső részén a jellegzetes görbület, a csőr e tipikus alakja csak néhány év múlva alakul ki.